# 夏潤鎬
夏潤鎬（ハ ユンホ、朝鮮語：하윤호、1999年4月10日 - ）は、兵庫県神戸市垂水区出身のプロゴルファー（ロングドライブ プロ）。
在日韓国人三世であり、韓国籍。最長飛距離は335y。